# Onthophagus cornutus
Onthophagus cornutus é uma espécie de inseto do género Onthophagus da família Scarabaeidae da ordem Coleoptera.

## História
Foi descrita cientificamente pela primeira vez no ano de 1971 por Ferreira.